# Enrique Acevedo
Enrique Acevedo (Ciudad de México, 6 de marzo de 1978) es un periodista y presentador de televisión mexicano. Es el conductor titular del noticiero estelar de Noticias N+. Previo a su regreso a México, Acevedo trabajó para la cadena de noticias CBS News, en donde se convirtió en el primer latino en la historia del icónico programa 60 Minutes. Durante casi una década condujo el Noticiero Univision Edición Nocturna.

## Primeros años
Nació el 6 de marzo de 1978 en la Ciudad de México. Obtuvo una Licenciatura en Relaciones Internacionales y un diplomado en Política Internacional por el Tecnológico de Monterrey, Campus Monterrey. En 2006 obtuvo la maestría en periodismo en la Escuela Joseph Pulitzer de la Universidad de Columbia. Fue académico Pritzker en el Instituto de Política de la Universidad de Chicago en 2019.

## Carrera
Inició su carrera trabajando en el área de noticieros de Televisa, donde ascendió como reportero y corresponsal. En 2011 emigró a Estados Unidos y se incorporó a NBC-Telemundo donde se desempeñó como corresponsal especial y presentador. En 2012 se unió a Univision, empresa para la que condujo durante casi 10 años la edición nocturna del Noticiero Univision y donde se desempeñó como corresponsal especial de la división de noticias. En 2020 comenzó a trabajar como corresponsal del programa de CBS, 60 Minutes. En 24 de mayo de 2021 se unió al noticiero CBS This Morning, siendo el primer mexicano en ser parte de dicho programa, considerado uno de los noticieros matutinos más importantes de Estados Unidos.
Ha cubierto noticias en todo el mundo, incluido el funeral de Fidel Castro en Cuba, el terremoto y tsunami de 2011 en Japón, la crisis humanitaria  en Haití y la retirada del ejército estadounidense en Afganistán.
Durante las Elecciones presidenciales de Estados Unidos de 2016, co-moderó el debate de precandidatos demócratas a la presidencia, realizado por Univision y lideró la cobertura electoral de la cadena junto a María Elena Salinas y Jorge Ramos.
Ha entrevistado a distintas personalidades mundiales como el presidente Barack Obama, la empresaria y filántropa Melinda Gates, la cantante colombiana Shakira y los ganadores del Premio Nobel de la Paz Jody Williams, Desmond Tutu, Kofi Annan y Juan Manuel Santos.
Su trabajo ha sido publicado en The New York Times, The Washington Post, El País, Reforma, Milenio, Letras Libres, Fusion y The New York Review of Magazines. Contribuye con frecuencia en Here and Now de NPR. Coescribió y coprodujo el documental 30 Segundos sobre los jóvenes votantes latinos y las elecciones presidenciales de 2016.

## Premios y reconocimientos
En 2017 recibió el premio Emmy al Mejor Reportaje Especial en Español por el documental La Amazonia: Un paraíso a la venta. En 2019, recibió el premio al periodista del año John S. Carroll del News Literacy Project por sus contribuciones a la alfabetización de noticias y la identificación de sesgos en las noticias.
Ha sido reconocido como uno de los "Principales Mexicanos en las salas de redacción estadounidenses" por el Huffington Post y "Líder global de los medios" por el Foro Económico Mundial. En 2022 la revista Time lo nombró uno de los mexicanos moldeando la cultura contemporánea.

## Vida personal
El 29 de noviembre de 2014 se casó con Florentina Romo en San Miguel de Allende. Tiene 2 hijos.